# گلیم افشار خراسان
اکثرا به این گلیم کلات گفته می‌شود. شباهت زیادی به دست بافته‌های دیگر مناطق دارندو کیف‌ها و وسایل زینتی بسیاری در این ناحیه بافته می‌شود.
دست بافته‌های افشارهای اطراف دره گز و کلات نادری معمولاً کلات نامیده می‌شود و گاهی به دلیل نسخه برداری قبایل از طرح‌های یکدیگر، با کارهای کردهای خراسان و بلوچ‌ها اشتباه می‌شود.
کیف‌های متعدد و کناره‌های طویل با طرح‌های جاجیم بافت و پودهای اضافی از دیگر دست بافت‌های این ناحیه است.

## ویژگی گلیمافشارخراسان
- طرح زمینه‌ای گلیم افشار خراسان دارای نگاره‌های مرکب کوچک در داخل و طرح‌های نواری شکل و نگاره‌های مرکب کوچک در اطراف یک ترنج هندسی است.
- دارای ابعاد کوچک و مستطیل شکل و کناره‌های طویل است.
- مواد اولیه به کاررفته در این گلیم‌ها تارهای نخی و پودهای پشمی است.
- روش بافت در این گلیم‌ها، بافت چاکدار، بافت متصل جفت قلاب، پیچ بافی و جاجیم بافی است.
- رنگ‌های به کار رفته در این گلیم: قرمز تیره، آبی، قهوه‌ای شتری، سفید عاجی است.
- ریشه‌ها در آن به صورت یکدست و گیس بافت است.
- شیرازه‌ها به وسیله ریسمان‌های اضافه تقویت شده و در آن از تارهای جفت ساده به صورت محدود استفاده شده‌است.

## وجه تسمیه
افشار خراسان به دستور شاه عباس و برای مقابله با ترکمن‌ها و ازبک‌ها،آذربایجان و کردستان را ترک کردند. بزرگترین این گروه‌ها، قبیله چامیش قزاق کردستان بود که از طرف قوچان ،شیروان و بجنورد مهاجرت کرده بود.
در همان زمان نیز قبایل آذربایجان در حومه دره گز و ابیورد مستقر شدند و تا زمان حمله روس‌ها به شمال شرق ایران، افشارهای خراسان در اطراف دره گز و کلات نادری باقی ماندند.